# Церковь Святого Иосифа (Люблин)
Церковь Святого Иосифа (пол. Kościół św. Józefa), или Церковь Святого Иосифа Обручника Пресвятой Девы Марии (пол. Kościół św. Józefa Oblubieńca Najświętszej Marii Panny) — храм монастыря босых кармелиток в Люблине на территории католической архиепархии Люблина в Польше. Храм расположен на улице Филаретув, 7. С 22 октября 1957 года является памятником архитектуры под номером А/223/56.

## История
Церковь и монастырь босых кармелиток были построены в Люблине в 1635 — 1644 годах. Монастырский комплекс был построен в стиле люблинского ренессанса. Фасад храма украсили статуями святой Терезы Иисуса и святого Иоанн Креста — святых основателей ордена босых кармелитов и кармелиток.
На месте строительства монастыря некогда существовал особняк любленского воеводы Рафала Лещинского, который получил его по решению Королевского Трибунала, как место для жительства. Здание имело четыре угловые башни и толстые стены. Лещинский не был католиком. Он исповедовали кальвинизм и основал здесь кальвинистскую церковь, чем вызвал неудовольствие у городского населения, большинство которого исповедовало католицизм. После смерти воеводы, особняк приобрела Катаржина Креткувская-Сангушко, которая преобразовала его в монастырь босых кармелитов, построив церковь Святого Иосифа Обручника Пресвятой Девы Марии.
Монахини жили здесь до 1807 года, когда в монастырь переехали монахи босые кармелиты из сгоревшего монастыря при церкви Святого Духа в Люблине. Сёстры переехали в обитель на улице Сташица. В 1864 году, после подавления Январского восстания, босые кармелиты были вынуждены покинуть монастырь. Власти Российской империи, в которую в то время входило Царство Польское, разместили в упраздненном монастыре казарму. В 1906 году церковь была реконструирована. Тогда же у неё появились крыльцо в стиле неоренессанса и мансардная колокольня. В 1919 году, после обретения Польшей независимости, церковь и монастырь вернули монахиням босым кармелиткам. Во времена коммунистической диктатуры в одном из зданий монастыря размещалась тюрьма НКВД.